# Songs from the inverted Womb
Songs from the inverted Womb (en.: Lieder aus der invertierten Gebärmutter „Womb“: Gebärmutter kling wie „Tomb“: Grab) ist die achte Produktion von Sopor Aeternus. Das Material wurde im Herbst 2000 im Nachtschichtstudio (Rödermark) unter Tobias Hahn
aufgenommen. Vorerst wurden eine auf 3000 Exemplare limitierte A5-formatige Buchedition und eine auf 666 Exemplare limitierte LP-Edition veröffentlicht. Wegen vieler Plagiate wurde das Album 2004 von John A. Rivers digital aufbereitet und neuveröffentlicht. Es ist bis auf ein Lied in englischer Sprache gehalten. Zu den Rereleases 2004 legte Varney Übersetzungen in die jeweils andere Sprache bei. Es ist nach Varney das „inhaltlich bis dahin mit Sicherheit komplexeste, schwerste und daher auch machtvollste Album“. Es trägt die Widmung: 

„to the memory and resurrection of Little Seven, who died at the age of six“

## Inhalt
Etwas gar Niederträcht’ges schleicht sich heran ... gebettet in einen Trauermarsch wird in einer Parallelbewegung der höchsten und tiefsten Orgelregister ein musikalisches Leitmotiv des Albums exponiert. Der Text kündigt die vielleicht traurigste aller Geschichten an. Der verhasste und mit großem Leid verbundene Begriff der „Mutter“ wird in den Raum gestellt. Die Marschelemente werden von Rhythmus und Bläsern zu einem pathetischen Tanz entwickelt. Melodieelemente, die große Ähnlichkeit mit dem ersten Mollthema aus Chopins Trauermarsch haben, werden eingeworfen und enden in dem Motiv, mit dem sie begannen.
Im Angesicht dieses Leids zieht sich der Protagonist in eine Gruft zurück, deren Umstände er im zweiten Lied schildert. Blumen in wohlbedachter Anordnung liegen dort verrottet herum und ihr Duft ist noch immer wahrnehmbar. Dies und weitere Eigenarten scheinen vorbereitet für einen vom Wahnsinn geplagten Gast vorbereitet worden zu sein in der Hoffnung, erkannt zu werden. Ein von Stimmen und Totenchören gejagter werde hier dereinst einen verängstigten und von Traurigkeit gelähmten toten kleinen Knaben finden.
Die zweite Geschichte skizziert einen Wandelnden, der durch Liebe zu einem Turm gelangt. Dieser Turm habe Augen, dieses Grab höre jedes Wort und alles an diesem Ort, selbst der Ort selbst, stehe Kopf. Es sei sinnlos, sich des Tränenstroms zu erwehren. Die Furcht vor sich selbst lässt den Protagonisten jedoch immer tiefer in den Turm, der sich nach unten windet, wandern. Beide Geschichten sind vor pathetischen Bläsern in Rondoform gehalten und haben starken epischen Charakter. 
Der Überbringer der Traurigkeit stellt einen Suizidversuch dar. Vor einem allgegenwärtigen Bassgeräusch rotiert ein 4-teiliges Cembalomotiv vor einer minimalistischen Streicherbegleitung und wiederholenden Totenglocken, die das Motiv andeuten. Der Text expliziert die Todessehnsucht unmissverständlich.
Ein Lamentobass im Cello beginnt das Résumé. Die Rondostruktur wird erneut aufgegriffen. Drei Prosateile stehen 2 Klageteilen und einer Schlussfolgerung gegenüber. Die Unendlichkeit des Zeitverlaufs wird der Endlichkeit der Welt gegenübergestellt. Zeit heile keine Wunden. Sogar die Zeit selbst war es die meine Wunden schlug...- Sowie ich meine Augen in Traurigkeit verschließe, vergehen eintausend Jahreszeiten im Fluge. Neben der Todessehnsucht steht am Ende die Erkenntnis, dass der Tod die Wunden, die selbst dem Zeitverlauf trotzen, auch nicht zu heilen Vermag.
Das kleine tote Kind reduziert diese sechsteilige Struktur auf drei Formelemente: Einem Streicherpart, der durch Parallelkomposita und orgelpunktische Basslinien gekennzeichnet ist, tritt ein Glockenspiel gegenüber, das Leitmotive aller bisherigen Geschichten mechanisch zu einer Melodie webt. Beide Teile fließen zusammen zu einem Klagelied: Das tote Kind, das gestern kaum sieben Jahre alt war, trägt nun Jahrtausende in seinen Gebeinen. Schuld und Scham vereinen sich und lähmen den Willen, was in einer ewigen Verdammnis und einem neuen Violinenmotiv kulminiert.
Nach diesem Wendepunkt kehrt das Werk zu dem ersten Leitmotiv zurück. Ein zweiter Akteur tritt auf und möchte des ersten Wunde küssen. 
In der Ballade vom Reich am Meer gelegen liegt erneut eine Rondoform mit dreitaktigen Strophen, die in 2+2 symmetrische Formabschnitte zerfallen, vor. Ungleich den vorherigen Liedern, die in der dritten Person gehalten sind, wird hier aus der Ich-Perspektive erzählt. Der Erzähler findet sich an einem Land am Meer gelegen wieder. In dem Land selbst liegt eine überwucherte Ruine, in deren unterirdisches Gewölbe der Erzähler von einem Knaben geführt wird und  die er als ein Grab erkennt. Die genauere Betrachtung in der nächsten Strophe offenbart einen Haufen einer schwarzen, kohleähnlichen, aber kaum fassbaren und nicht realen Materie. Unter diesem Pulver entdeckt der Erzähler die Knochen der Mutter des Knaben. Dieser erklärt ungefragt, dass dies ein Schutzmechanismus sei, denn er könne nur so sichergehen, dass die Mutter sich nicht erneut erhebe: jedes Mal, wenn ihr dies gelingt, verfolge sie ihn erbarmungslos. Das Pulver und dieser Ort wirke wie ein Siegel, müsse jedoch aufwändig gewartet werden. Der Refrain folgt erneut und trägt den Zusatz, der ein tiefes Verständnis vor den Ängsten eines jeden Einzelnen und der Verdrängung derselben bekundet.
Der kleine samtene Ritter ist ein wesentlich schnellerer Tanz. Zwei wechselnde 4+4 Perioden bilden das Rückgrat der Strophen. Die Instrumentierung und rhythmische Ausgestaltung ist wesentlich lebendiger. Phantome und Geister erscheinen immer in der Gestalt von Kindern und auch immer zu dem Zeitpunkt, an dem man sie am wenigsten erwartet und gänzlich unvorbereitet ist. Ein tapferer Ritter, gerüstet mit Masken, wird im Schlaf, wo die Maske von dem Gesicht rutscht, von einem solchen Kind heimgesucht. Aus einem nach unten wachsenden Turm tritt es in das Antlitz des Mannes selbst. Der Ritter, dessen Augen nach innen gerichtet sind, erkennt in dem Knaben einen Drachen, und leidet Todesängste. Er erkennt, dass es diesen Drachen zu töten gilt, obwohl er ihn schon viele Nächte zuvor geschlagen hat. Der Erzähler appelliert mit Eindringlichkeit an alle samtenen Ritter, die Drachen zu erschlagen und sich selbst bei dem Versuch gleich mit. Denn das Monster sei unsterblich und der Kampf ohne Sinn. In einem Wandel der Musik und einem Bruch des Schlagzeugs folgt ein ausgedehnter ruhiger Teil, der das Kind und seine Intentionen als gut und aufrichtig darstellt. Es sei lediglich ein Aspekt des Träumers selbst...und somit auch des Teils des Traumes. Ein Bläserquartett beendet das Lied versöhnlich.
Es folgt eine Vertonung von Edgar Allan Poes Gedicht Eldorado.

## Fotografie
- Buch-CD
- LP
- CD

## Tracklist
1. "Something wicked this way comes..."  – 4:42
2. "Tales from the inverted Womb"  – 4:48
3. "Do you know about the water of life?"  – 4:49
4. "...And Bringer of Sadness"  – 6:45
5. "Résumé..."  – 8:28
6. "Totes Kind / Little dead Boy"  – 7:18
7. "May I kiss your Wound?"  – 7:00
8. "Saturn devouring his Children"  – 7:02
9. "There was a Country by the Sea"  – 12:03
10. "Little velveteen Knight"  – 5:52
11. "Eldorado (von Edgar Allan Poe)"  – 3:42